# ラパッロ
ラパッロ（イタリア語: Rapallo）は、イタリア共和国リグーリア州ジェノヴァ県にある、人口約29,000人の基礎自治体（コムーネ）。
この街は、第一次世界大戦後に結ばれた2つのラパッロ条約（1920年と1922年）の調印地として国際的に有名である。

## 名称
日本では条約調印時にラッパロと報道されたため、こう呼ばれることも多い。ラパロとも。

## 地理

### 位置・広がり

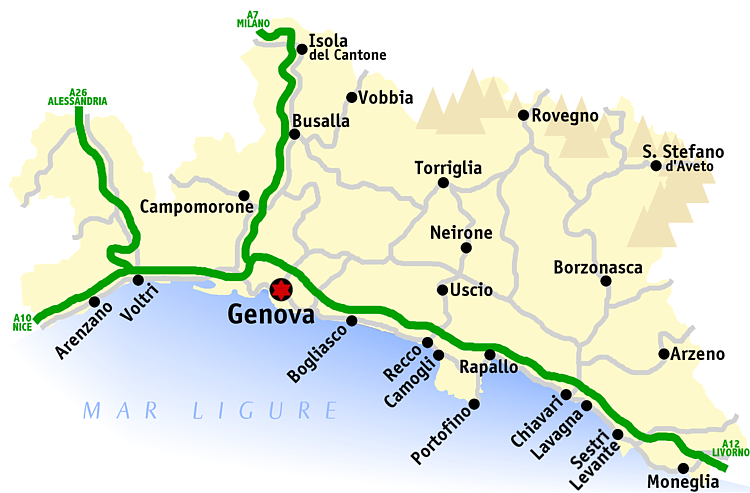
ジェノヴァ県

#### 隣接コムーネ
- アヴェーニョ
- カモーリ
- チカーニャ
- コレーリア・リーグレ
- レッコ
- サン・コロンバーノ・チェルテーノリ
- サンタ・マルゲリータ・リーグレ
- トリボーニャ
- ゾアーリ

### 地震分類
イタリアの地震リスク階級 (it) では、3 に分類される
。

## 行政

### 分離集落
- Montepegli, Sant'Andrea di Foggia, Chignero, San Martino di Noceto, San Massimo, San Maurizio di Monti, San Michele di Pagana, San Pietro di Novella, San Quirico d'Assereto, Santa Maria del Campo

## 自然・環境
ラパッロは、リグーリアの他の6つのコムーネとともに州立ポルトフィーノ自然公園の一部となっている。